# Pierre Barthe
Pour les articles homonymes, voir Barthe.
Pierre Barthe est un écrivain québécois. Il travaille d'abord dans les arts graphiques, la gestion, l'assurance, la vente et le marketing. Il vit aujourd'hui à Saint-Victor, en Beauce.
En 2010, il remporte le Grand prix de la relève littéraire Archambault pour Ilû. L'homme venu de nulle part, son premier roman.

## Source
Fiche de Pierre Barthe de VLB Éditeur